# Ali Ayari
Ali Ayari (ur. 15 sierpnia 1988) – tunezyjski zapaśnik walczący w stylu wolnym.  Zdobył srebrny medal na mistrzostwach Afryki w 2014 i 2017 roku.